# Яблоновское сельское поселение (Приморский край)
Яблоновское се́льское поселе́ние — сельское поселение в Яковлевском районе Приморского края.
Административный центр — село Яблоновка.

## История
Статус и границы сельского поселения установлены Законом Приморского края от 6 декабря 2004 года № 188-КЗ «О Яковлевском муниципальном районе»

## Население
| 2001  | 2010  | 2011  | 2012  | 2013  | 2014  | 2015  |
| ----- | ----- | ----- | ----- | ----- | ----- | ----- |
| 1061  | ↗1274 | ↘1266 | ↘1221 | ↘1183 | ↘1162 | ↘1138 |
| 2016  | 2017  | 2018  | 2019  | 2020  | 2021  |       |
| ↘1099 | ↘1069 | ↘1053 | ↘1044 | ↘996  | ↗1027 |       |

## Состав сельского поселения
В состав сельского поселения входят 7 населённых пунктов:
| № | Населённый пункт  | Тип населённого пункта       | Население |
| - | ----------------- | ---------------------------- | --------- |
| 1 | Бельцово          | село                         | ↘343      |
| 2 | Загорное          | село                         | ↘63       |
| 3 | Краснояровка      | село                         | ↘72       |
| 4 | Николо-Михайловка | село                         | ↘94       |
| 5 | Озёрное           | село                         | ↘121      |
| 6 | Орлиное           | село                         | ↗1        |
| 7 | Яблоновка         | село, административный центр | ↘350      |

## Местное самоуправление
Администрация
Адрес: 692366, с. Яблоновка, ул. Партизанская, 11. Телефон: 8 (42371) 96-2-24
Глава администрации
- Фефелов Михаил Сергеевич